# Родольфо Агилар I
Родольфо Агилар — действующий традиционный вождь-правитель филиппинского острова Корон из племени тагбанва, признанного «доменом (владением, землями) предков» по законам государства.

## Закон IPRA
Управление и контроль за островом Корон (племя также называет его Калис) были пересмотрены с принятием на Филиппинах закона, известного как en:Indigenous Peoples' Rights Act of 1997 (сокращённо IPRA law), который предоставил племенным меньшинствам права и привилегии, позволившие им контролировать «земли предков». Агилар лоббировал принятие этого закона, лично убеждая сенаторов в необходимости его появления, а также боролся за включение в «земли предков» и вод вокруг острова Корон. Управлять островом ему помогает совет старейшин.